# Municipio de Pike (condado de Fulton)
El municipio de Pike (en inglés: Pike Township) es un municipio ubicado en el condado de Fulton en el estado estadounidense de Ohio. En el año 2010 tenía una población de 1854 habitantes y una densidad poblacional de 25,34 personas por km².

## Geografía
El municipio de Pike se encuentra ubicado en las coordenadas 41°37′24″N 84°3′23″O / 41.62333, -84.05639. Según la Oficina del Censo de los Estados Unidos, el municipio tiene una superficie total de 73.17 km², de la cual 72,69 km² corresponden a tierra firme y (0,66 %) 0,48 km² es agua.

## Demografía
Según el censo de 2010, había 1854 personas residiendo en el municipio de Pike. La densidad de población era de 25,34 hab./km². De los 1854 habitantes, el municipio de Pike estaba compuesto por el 97,14 % blancos, el 0,22 % eran afroamericanos, el 0,11 % eran amerindios, el 0,05 % eran asiáticos, el 1,78 % eran de otras razas y el 0,7 % eran de una mezcla de razas. Del total de la población el 4,31 % eran hispanos o latinos de cualquier raza.